# Aeroportul Internațional Canberra
Aeroportul Internațional Canberra (IATA: CBR, ICAO: YSCB) este un aeroport din Majura⁠(d), Australian Capital Territory, Australia ce deservește zona Canberra. Aeroportul a fost tranzitat în 2022 de 2.437.607 pasageri. A fost deschis în 7 mai 1927 și numit după zona deservită.
Situat la o altitudine de 575 m, aeroportul dispune de 2 piste.

## Infrastructură

### Piste
Aeroportul dispune de 2 piste. Pista 17/35 are suprafața de asfalt și dimensiunile 3.283 m × 45 m. Pista 12/30 are suprafața de asfalt și dimensiunile 1.679 m × 45 m. 